# Polaris Project
Polaris est une organisation non gouvernementale à but non lucratif qui lutte et prévient le trafic sexuel et le trafic de main-d'œuvre en Amérique du Nord. Polaris se concentre sur trois principaux domaines de travail : renforcer le pouvoir des travailleurs migrants qui risquent d'être victimes de la traite dans les industries agricoles et autres aux États-Unis ; tirer parti de la portée et de l'expertise des systèmes financiers pour perturber la traite ; responsabiliser les auteurs de violence contre les personnes dans le commerce du sexe et étendre les services et les soutiens aux personnes vulnérables pour prévenir la traite avant qu'elle ne se produise.
Polaris exploite la National Human Trafficking Hotline des États-Unis qui fournit soutiens et services pour les victimes à travers le pays, et reçoit des conseils et des appels sur des situations suspectes de traite des êtres humains. À partir de ce travail, l'organisation a construit l'un des plus grands ensembles de données sur la traite des êtres humains aux États-Unis. L'ensemble de données est accessible au public pour être utilisé par les chercheurs via le Counter-Trafficking Data Collaborative, lancé par Polaris et l'Organisation internationale des Nations unies pour les migrations. Polaris plaide également en faveur d'une législation nationale et fédérale anti-traite plus stricte et engage les membres de la communauté dans les efforts locaux et nationaux. Les détracteurs de Polaris affirment que l'organisation ne parvient pas à faire la distinction entre le travail du sexe volontaire et la coercition, et que les politiques de Polaris font pression pour nuire aux travailleurs du sexe.
Polaris - à l'origine Polaris Project - a été fondée en 2002 par Derek Ellerman et Katherine Chon, de l'Université Brown. L'organisation a été nommée d'après l'étoile polaire, symbole historique de la liberté. Polaris est l'une des rares organisations travaillant sur toutes les formes de traite, y compris le soutien aux survivants qui sont des hommes, des femmes, des personnes transgenres et des enfants, des citoyens américains et des ressortissants étrangers.

## Ligne d'assistance téléphonique
Depuis 2007, Polaris exploite la hotline nationale américaine contre la traite des êtres humains, qui est financée par le département américain de la santé et des services sociaux (HHS), l'administration pour les enfants et les familles et par des sources non gouvernementales. La ligne d'assistance téléphonique sur la traite des êtres humains offre aux survivants de la traite des êtres humains un soutien et une variété d'options pour obtenir de l'aide et rester en sécurité, et partage des conseils pratiques, le cas échéant. L'assistance via la ligne d'assistance téléphonique contre la traite est disponible 24 heures sur 24, tous les jours de l'année. Les victimes, les survivants et les autres personnes peuvent contacter la ligne d'assistance téléphonique contre la traite par SMS, formulaire Web et chat en ligne, en anglais et en espagnol. Tout contact avec la ligne d'assistance téléphonique sur la traite est confidentiel. La ligne d'assistance téléphonique contre la traite tient également à jour un répertoire public d'organisations de référence dans tout le pays qui travaillent et peuvent être en mesure d'aider les victimes, les survivants et les autres personnes souhaitant s'impliquer dans le mouvement de lutte contre la traite.

## Données et recherche
En 2020, Polaris a commencé à travailler sur une étude nationale des victimes, afin d'obtenir des données scientifiquement valides. En plus de demander aux personnes victimes de partager leur vécu, le projet s'appuie sur ces dernières pour concevoir l'étude et analyser les résultats.
Les critiques ont fait part de leurs inquiétudes quant au fait que les données de la Trafficking Hotline déforment l'ampleur réelle du phénomène de traite des travailleurs du sexe.

## Critiques
Le projet Polaris a été critiqué par des journalistes, des travailleuses du sexe et certains défenseurs de la santé publique. La rédactrice en chef du magazine Reason, Elizabeth Nolan Brown, a qualifié Polaris de « l'un des plus grands fournisseurs de mauvaises statistiques déguisées en sensibilisation à la traite des êtres humains ». Les défenseurs des travailleuses du sexe ont déclaré que la hotline contre la traite des êtres humains exploitée par Polaris n'est pas confidentielle et que les appels à la hotline sont renvoyés à la police qui arrête ensuite les travailleuses du sexe adultes.
L'exactitude des données de Polaris sur la traite des êtres humains a été remise en question par plusieurs sources. En 2011, Polaris a été critiqué pour avoir sciemment utilisé des données fausses et trompeuses pour exagérer le nombre de travailleuses du sexe victimes de la traite et sous-estimer leur âge d'entrée dans le travail du sexe. Polaris s'est ensuite associé à la société d'analyse de données Palantir Technologies pour améliorer l'organisation des données signalées au Centre national de ressources sur la traite des êtres humains et l'exactitude des statistiques rendues publiques. En 2015, Polaris a été accusé d'avoir utilisé des données non référencées et non corroborées pour exagérer les revenus et le nombre de clients vus par les travailleuses du sexe de la rue et des salons de massage et la prévalence des «proxénètes».

## Récompenses
- Prix Ohtli 2020
- Prix Thomson Reuters des héros de tous les jours[13]
- Prix 2017 de la Fondation Skoll pour l'entrepreneuriat social[14]
- Prix de l'impact mondial de Google
- Innovateurs Ashoka pour le public